# Tribuna (Ipatinga)
Tribuna é um bairro do município brasileiro de Ipatinga, no interior do estado de Minas Gerais. Localiza-se no distrito Barra Alegre, estando situado na Regional IX. De acordo com o Instituto Brasileiro de Geografia e Estatística (IBGE), em 2010 a população era de 330 habitantes. Possui área de 29,2 km² conforme a prefeitura.
Integra a zona rural municipal juntamente com os outros bairros da Regional IX (Ipaneminha e Pedra Branca).

## Descrição
A localidade possui uma considerável área de mata preservada e diversos cursos hídricos. No entanto, foi notável o avanço da monocultura do eucalipto pelas terras no decorrer das décadas de 2000 e 2010. Dentre os mananciais da região, destaca-se o córrego Tribuna, que é um dos principais afluentes do ribeirão Ipanema. O principal acesso ao bairro se dá pela Estrada da Tribuna (Avenida Zito Teixeira de Andrade).
A agricultura familiar se faz presente na comunidade, com a existência de cultivos de hortaliças e produção de doces caseiros e artesanato. Além disso, há alguns empreendimentos voltados ao turismo. No Tribuna fica localizada a Reserva Particular do Patrimônio Natural (RPPN) Sítio do Zaca, que é uma propriedade particular, mas que tem registro como área de conservação. O local possui uma reserva de Mata Atlântica preservada, além de trilhas e hortas abertas à visitação e local para hospedagem.

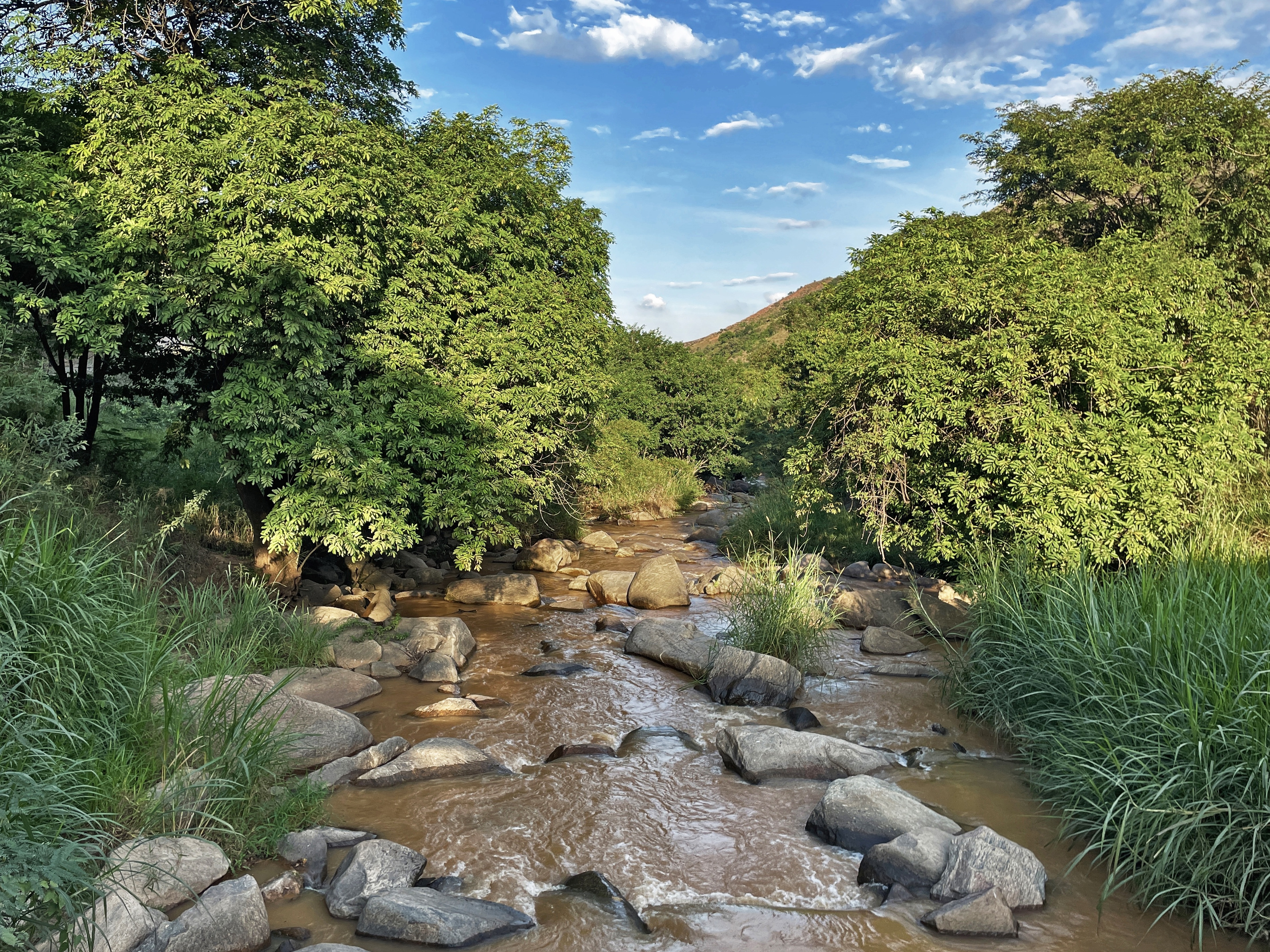
Ribeirão Ipanema no bairro Tribuna
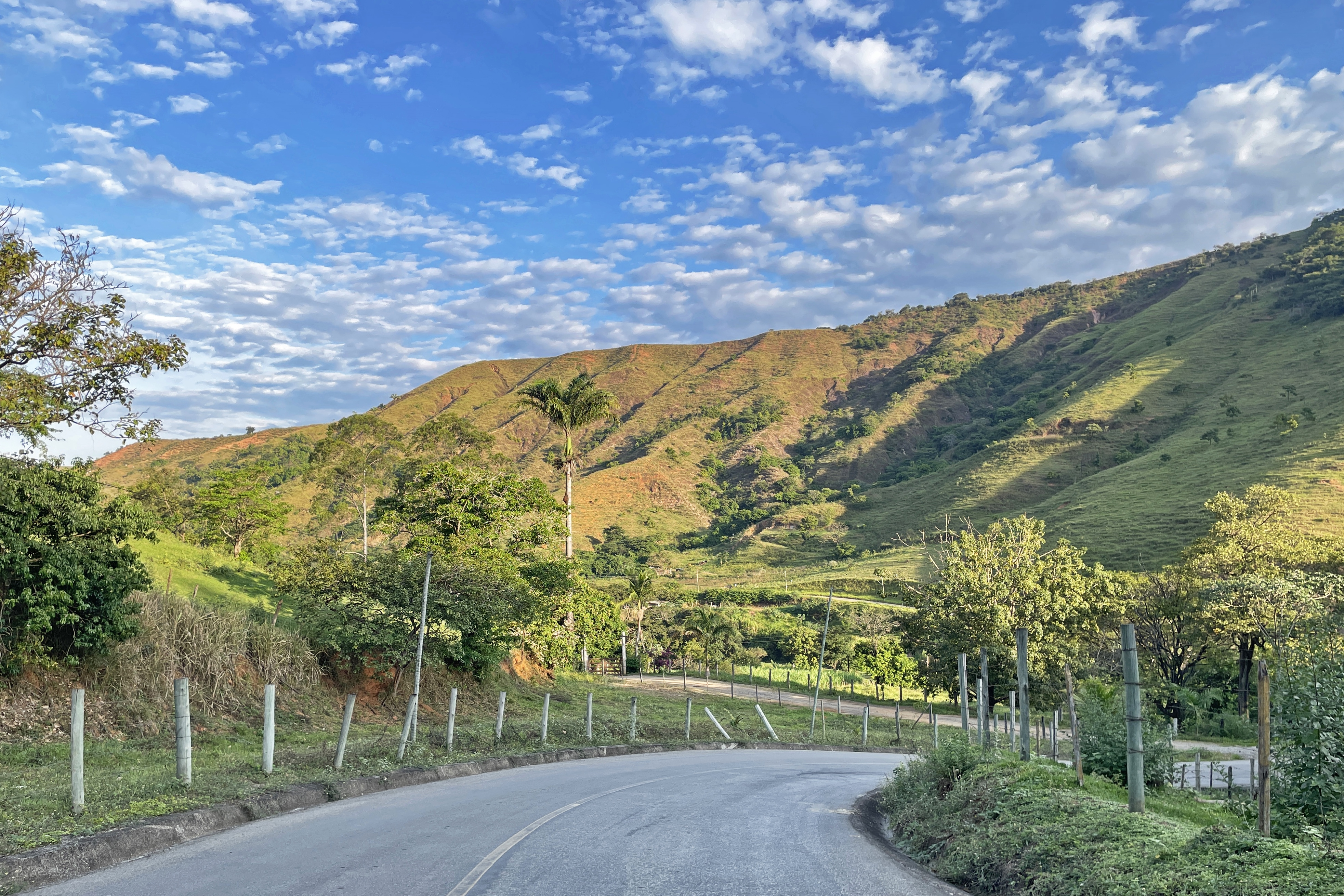
Paisagem rural vista da Estrada da Tribuna
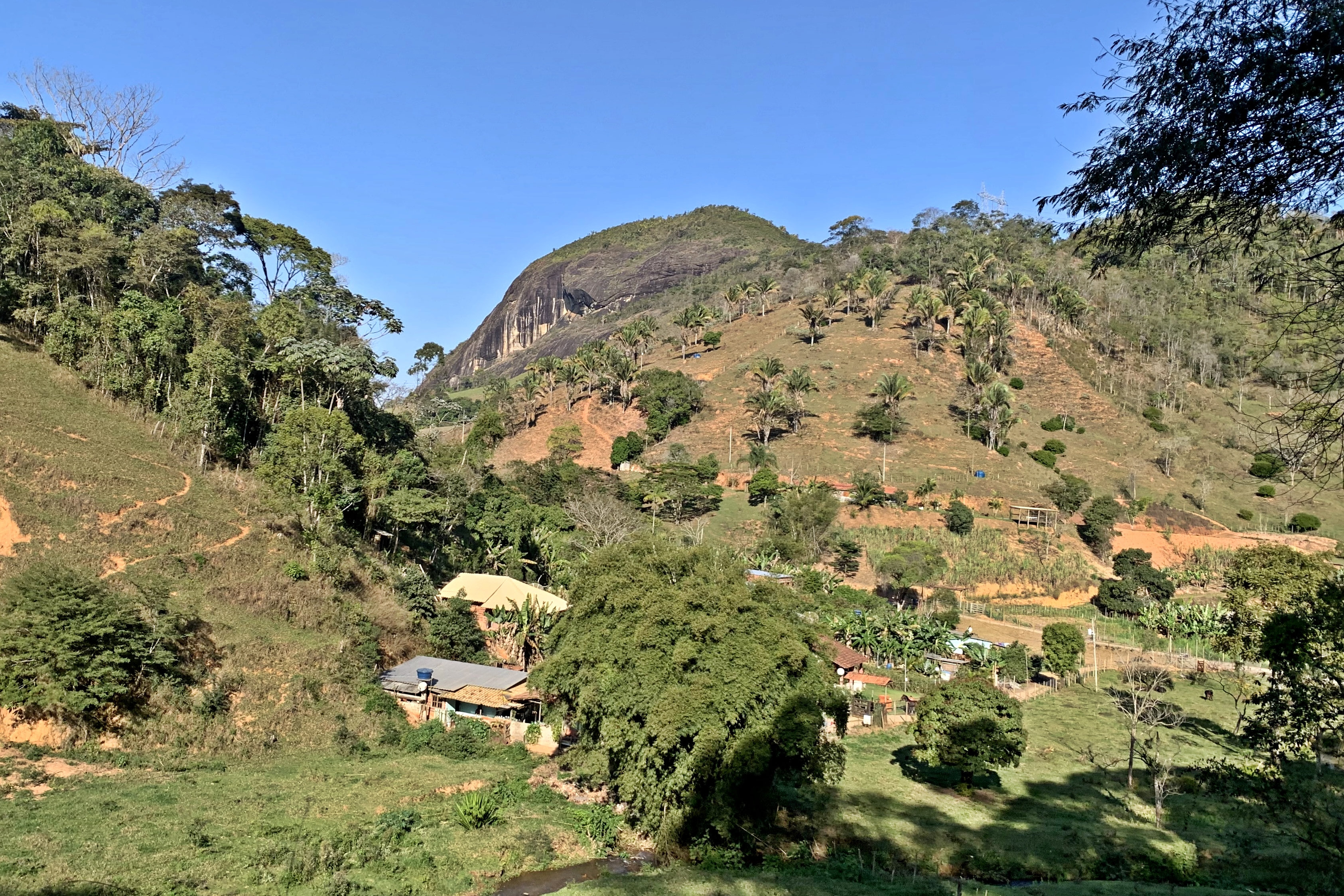
Habitações no bairro Tribuna com a Pedra do Leão Deitado ao fundo